# Oucques-la-Nouvelle
Oucques-la-Nouvelle – gmina we Francji, w Regionie Centralnym, w departamencie Loir-et-Cher. W 2013 roku liczba ludności wynosiła 1732 mieszkańców. 
Gmina została utworzona 1 stycznia 2017 roku z połączenia czterech ówczesnych gmin: Baigneaux, Beauvilliers, Oucques oraz Sainte-Gemmes. Siedzibą gminy została miejscowość Oucques.